# Faouzi Mansouri
Faouzi Mansouri (Menzel, 17 de janeiro de 1956 – 18 de maio de 2022) foi um futebolista argelino. Competiu na Copa do Mundo FIFA de 1982, sediada na Espanha, na qual a seleção de seu país terminou na 13.º colocação dentre os 24 participantes. Com a equipe nacional, conquistou o terceiro lugar no Campeonato Africano das Nações de 1984.

## Morte
Em 18 de maio de 2022, o Montpellier divulgou a morte de Mansouri.